# نامه (فیلم ۲۰۲۴)
نامه (اسپانیایی: El correo‎) یک فیلم جنایی مهیج به کارگردانی دانیل کالپارسورو است که در سال ۲۰۲۴ منتشر شد.

## گزیدهٔ بازیگران
- ارون پیپر در نقش ایوان[۴]
- ماریا پدراسا در نقش لتیسیا[۴]
- لوئیس تسار در نقش اسکامس[۴]
- لائورا سپول در نقش آنه ماری[۴]
- نوردین باتان در نقش یانیک[۴]
- خوزه مانوئل پوگا در نقش خاویر اوکانیا[۴]
- لوئیس سائرا